# Ace Ventura: Állati nyomozó
Ace Ventura: Állati nyomozó (a DVD magyar borítóján: Ace Ventura – Állati nyomozoo, eredeti cím: Ace Ventura: Pet Detective) 1994-ben bemutatott amerikai film, amelynek főszereplője Jim Carrey és Courteney Cox. Az élőszereplős játékfilm rendezője Tom Shadyac, producere James G. Robinson. A forgatókönyvet Jack Bernstein írta, a zenéjét Ira Newborn szerezte. A mozifilm a Morgan Creek Productions gyártásában készült, a Warner Bros. forgalmazásában jelent meg. Műfaja filmvígjáték.
Amerikában 1994. február 14-én, míg Magyarországon felirattal július 14-én mutatták be a mozikban.
15 millió dolláros költségvetéséhez képest 100 millió dollár feletti bevételt termelt. Világszerte nagy siker lett, Jim Carrey beinduló karrierjének is fontos mérföldköve volt. Egy folytatás készült hozzá Ace Ventura 2. – Hív a természet címmel 1995-ben, egy három évados animációs sorozat, és egy spin-off film, az Ace Ventura – Állati nyomozoo junior.
Magyarországon két szinkronos változat készült belőle, amelyből az elsőt 1995. január 19-én adták ki VHS-en, a másodikat 2011. március 5-én a Universal Channel-ön vettették le a televízióban.

## Cselekmény
Ace Ventura egy különc nyomozó Miamiban, akinek specialitása az elszökött vagy ellopott állatok visszaszerzése. Munkájával nem keres túl sokat, ami miatt késésben van a lakbérrel, és még a miami rendőrségen is kinevetik, Lois Einhorn hadnaggyal az élen. Két héttel a Super Bowl előtt elrabolják a Miami Dolphins csapatának kabalaállatát, a Hópihe nevű delfint. Melissa Robinson, a delfin ügyvivője felbérli Ace Venturát, hogy találja meg az elveszett állatot.
Hópihe medencéjében való kutakodása közben Ace talál egy ritka, háromszög alakú követ, ami az 1984-es amerikai futball-bajnoki gyűrűkben található. Ace azt gyanítja, hogy a milliárdos Ronald Camp raboltathatta el az állatot, mert ő ismert arról, hogy különféle ritka vagy egzotikus fajokat gyűjt be. Ace és Melissa bejutnak Camp partijára. Szerét ejti, hogy megnézze Camp kezén a gyűrűt, amelyből nem hiányzik a kő, így kihúzható a gyanúsítottak listájáról. Ennek alapján egyértelműnek látszik: a Miami Dolphins 1984-es bajnokcsapatának valamelyik tagja lophatta el a delfint. Kalandos úton leellenőrzi mindegyikőjük gyűrűjét, de egyikből sem hiányzik a kő.
Eközben Roger Podacter, a csapat vezetője, rejtélyes módon meghal, miután lezuhan a lakása erkélyéről. Einhorn szerint öngyilkosság volt, míg Ace Ventura szerint megölték, és ezt be is bizonyítja. Nem sokkal később rájön, hogy a csapatnak volt még egy játékosa: Ray Finkle, aki eddig azért maradt ki a képből, mert a szezon közben érkezett. Finkle elrontott egy rúgást a kupadöntőben, és emiatt a Miami Dolphins veszített, emiatt a karrierje pedig romba dőlt. Ace elhatározza, hogy megkeresi, de csak az idős szüleit találja otthon. Tőlük megtudja, hogy Finkle Dan Marinót hibáztatta azért, mert elrontotta a rúgást, ugyanis a labda fűzővel befelé volt, nem kifelé. Ebbe teljesen beleőrült és elmegyógyintézetbe zárták.
Ace figyelmezteti a rendőrséget, hogy vigyázzanak Marinóra, de későn: egy reklámfilmforgatásról elrabolják. Ace a rendőrségre megy, ahol előadja Einhornnak a teóriáját: Hópihét és Marinót is Ray Finkle raboltatta el, hogy bosszút állhasson. A delfin azért kellett, mert megkapta Finkle régi mezszámát és tud egy trükköt, amivel gólt lő. Ezen túlmenően azt is gyanítja Ace, hogy Finkle ölhette meg Roger Podactert. Einhorn elismerését fejezi ki és nyíltan kikezd Ace-szel.
Ezután ő és Melissa az elmegyógyintézetbe mennek, ahol Ace ápoltnak tetteti magát. Ray Finkle személyes holmijai között talál egy érdekes újságcikket: eszerint a hatóságok befejezték a kutatást egy eltűnt turista, bizonyos Lois Einhorn után. Hosszas elmélkedés után rájön, hogy Ray Finkle és Lois Einhorn ugyanaz a személy: Finkle felvette az eltűnt turistanő személyazonosságát, átoperáltatta magát, majd a miami rendőrségnél kezdett el dolgozni, hogy megvalósíthassa a bosszúját.
A kupadöntő napján Ace követi Einhornt, aki a kikötő egyik raktárához megy – itt tartják foglyul Hópihét és Dan Marinót. Einhorn ráhívja a rendőrséget és azt állítja, hogy nincs ellene bizonyítéka. Melissa, Ace barátja, Emilio segítségével egy túszdrámát színlel, hogy meghallgathassák, hogyan bizonyítja be Ace a történteket.
Ace elkezdi bizonygatni, hogy Lois Einhorn férfi, de nem jár sikerrel. Végül Dan Marino segítségével leplezi le, hogy a pénisze még mindig megvan – erre jött rá Roger Podacter is, és ezért kellett meghalnia. Einhorn rátámad Ace-re, aki kikerüli a támadást, majd felfedezi, hogy az ujján ott a gyűrű, amelyből hiányzik a kő. Ezt követően nincs akadálya, hogy Hópihe és Dan Marino is eljussanak a meccsre.
Ace Venturát személyesen köszöntik, de ő kellemetlen helyzetbe kerül: egy albínó galambot akar megfogni, amelyért jó pénzt kaphat a becsületes megtaláló – de a Philadelphia Eagles kabalafigurája elijeszti őt. Összeszólalkoznak és a végén össze is verekednek.

## Szereplők
| Szereplő           | Színész            | Magyar hang                         | Magyar hang                                  |
| Szereplő           | Színész            | 1. magyar szinkron (InterCom, 1994) | 2. magyar szinkron (Universal Channel, 2011) |
| ------------------ | ------------------ | ----------------------------------- | -------------------------------------------- |
| Ace Ventura        | Jim Carrey         | Kerekes József                      | Kerekes József                               |
| Melissa Robinson   | Courteney Cox      | Tallós Rita                         | Juhász Réka                                  |
| Lois Einhorn       | Sean Young         | Nyírő Bea                           | Tallós Rita                                  |
| Emilio             | Tone Loc           | Várkonyi András                     | Mészáros András                              |
| Dan Marino         | Dan Marino         | Orosz István                        | Sarádi Zsolt                                 |
| Riddle             | Noble Willingham   | Bodor Tibor                         | N/A                                          |
| Roger Podacter     | Troy Evans         | Csendes Olivér                      | N/A                                          |
| Ronald Camp        | Udo Kier           | Kassai Károly                       | Kárpáti Levente                              |
| Aguado             | John Capodice      | Kisfalussy Bálint                   | Koroknay Géza                                |
| Vinnie             | Frank Adonis       | Horányi László                      | N/A                                          |
| Woodstock          | Raynor Scheine     | Horányi László                      | N/A                                          |
| Ron                | Tiny Ron           | Albert Péter                        | N/A                                          |
| Doktor             | David Margulies    | Albert Péter                        | N/A                                          |
| Delfinidomár       | Manuel L. García   | Albert Péter                        | N/A                                          |
| Martha             | Judy Clayton       | Fodor Zsóka                         | N/A                                          |
| Mr. Finkle         | Bill Zuckert       | Galgóczy Imre                       | Izsóf Vilmos                                 |
| Mrs. Finkle        | Alice Drummond     | Czigány Judit                       | Bókai Mária                                  |
| Szexi nő           | Rebecca Ferratti   | Biró Anikó                          | N/A                                          |
| Shickadance        | Mark Margolis      | Uri István                          | N/A                                          |
| Kutyatulajdonos    | Randall „Tex” Cobb | Végh Ferenc                         | Schneider Zoltán                             |
| Énekes a koncerten | Chris Barnes       | N/A                                 | N/A                                          |

## Érdekességek
- Jim Carrey forgatókönyvíróként is segédkezett a film elkészítésében.[1]
- A film első heti bevétele 12 115 105 dollár volt, a film teljes bevétele pedig 72 217 396 dollárra rúgott.[2]
- A film elején cameoszerepben felbukkan a Cannibal Corpse együttes.

## Díjak, jelölések
Jelölések
- 1995 – Kids' Choice Awards – Kedvenc film
- 1994 – MTV Movie Awards – Legjobb alakítás vígjátékban, Jim Carrey
- 1995 – Arany Málna díj – Legrosszabb alakítás, Jim Carrey (egyszerre jelölték az Ace Venturáért, a Dumb és Dumberért valamint a A Maszkért)

Elnyert díjak
- 1995 – ASCAP Film and Television Music Awards – Legnyereségesebb film, Ira Newborn
- 1995 – Blockbuster Entertainment Awards – Legjobb férfi főszereplő, és legjobb kezdő, Jim Carrey
- 1995 – Kids' Choice Awards – Kedvenc szereplő, Jim Carrey
- 1995 – London Critics Circle Film Awards – Az év legjobb kezdő színésze, Jim Carrey